# Olofsfors
Olofsfors is een plaats in de gemeente Nordmaling in het landschap Ångermanland en de provincie Västerbottens län in Zweden. De plaats heeft 77 inwoners (2005) en een oppervlakte van 17 hectare.